# Травневий переворот
 Травне́вий переворо́т у По́льщі  (пол. Przewrót majowy — Травневий переворот, zamach majowy — Травневе посягання або pucz majowy — Травневий путч) — військовий переворот у Польщі в травні 1926 року.
Переворот стався 12—14 травня під керівництвом Юзефа Пілсудського, який фактично встановив військову диктатуру до 1935 року, хоча офіційно він обіймав міністерські посади. Цей військовий переворот ознаменував собою початок періоду досить радикальних державних реформ, що проходили на тлі безперервних конфліктів з Німеччиною та СРСР.

## Передісторія
Через укладання Локарнських угод, що залишали Веймарській Німеччині свободу рук на Сході, погіршилося міжнародне становище Польщі. Після призупинення у 1925 році імпорту польського вугілля розпочалась багаторічна «митна війна» з Німеччиною, що боляче вдарила по польській економіці. З країни відбувався відтік валюти, розпочався новий виток інфляції, що дало привід до відставки у грудні 1925 року кабінету Владислава Грабського.
Водночас економіка Польщі ввійшла в смугу економічної кризи, що посилила соціальну й політичну нестабільність у суспільстві, стала підґрунтям широкого невдоволення загалу політикою правоцентристських урядів. Проблема заміни державної системи перейшла із області теорії в практичну площину, коли підвищений інтерес суспільства викликали позапарламентські методи управління.
Політичну нестабільність у країні вдало використав у власних інтересах Юзеф Пілсудський та однодумці маршала, що розпочали підготовку захоплення влади. Із призначенням Люціана Желіговського військовим міністром на ключові посади в армії повернулися раніше усунені пілсудчики, за рахунок державних коштів розпочалось озброєння і оснащення загонів Стрілецького союзу, який перетворився у своєрідну 160-тисячну приватну гвардію маршала. Для залучення нових союзників Пілсудський на початку 1926 року провів серію консультацій з керівництвом різних політичних партій. 
Ввечері 11 травня у Варшаві відбулися антиурядові виступи офіцерів. З Рембертува почали стягуватися вірні Пілсудському військові підрозділи, щоб продемонструвати підтримку маршалу і примусити піти у відставку уряд Вінцентія Вітоса. Проте президент республіки Станіслав Войцеховський відкинув вимоги заколотників.

## Перебіг подій
В ніч на 12 травня піхотні, кавалерійські та бронемоторизовані частини вирушили в «похід на Варшаву», однак не вся польська армія підтримала заколот. Декілька полків і військових училищ, розквартированих у столиці, а також військово-повітряні сили залишилися вірними законній владі. Це призвело до спалаху громадянської війни та запеклих вуличних боїв, в яких пілсудчики застосували артилерію, танки і бронемашини. Їхні противники в свою чергу могли задіяти авіацію, але не стали цього робити, побоюючись численних жертв серед мирного населення.
О 17:00 12 травня Юзеф Пілсудський зустрівся на мосту Понятовського із президентом Польщі Станіславом Войцеховським. Однак перемовини закінчились безрезультатно і через дві години бойові дії поновилися. Ще вдень міст через Віслу був захоплений 2-м дивізіоном 1-го полку кавалеристів підполковника Яна Глоговського (прихильниками Пілсудського), але згодом їх вибили звідти підрозділи Офіцерської школи піхоти майора Маріана Порвита. Однак урядовим військам (силами 30-го полку піхоти полковника Ісидора Модельського) не вдалося захопити міст Кербедза, щоб перешкодити переправі на інший бік військам Пілсудського, які поступово витісняли урядові частини з найважливіших об'єктів столиці. До вечора 13 травня були захоплені аеропорт Мокотув і льотне училище, а також будівлі радіокомітету і військового міністерства.
Вранці 14 травня на варшавські вокзали прибули з Вільно та ряду інших міст піхотні та кавалерійські полки, які підтримали заколот. У другій половині дня бої точилися вже в самому центрі столиці за палац Бельведер, де сховалися президент, урядовці та їхні озброєні прихильники. Із заходу на допомогу уряду висувалась група генерала Міхала Жимерського у складі трьох піхотних та артилерійського полку, але вона була зупинена путчистами і загрузла у вуличних боях у передмістях. О 17:30 14 травня уряд Вінцентія Вітоса і президент Станіслав Войцеховський склали свої повноваження. 

## Наслідки
Бої за Варшаву, яку захищали тодішні президент Станіслав Войцеховський і прем'єр Вінцентій Вітос, тривали три дні. В ході боїв загинули 215 військових і 164 цивільних особи, близько 1000 осіб отримали поранення. Більшість загиблих були членами Національної стрілецької асоціації, яка підтримала переворот. 
15 травня 1926 року було сформовано новий кабінет на чолі з Казимиром Бартелем. Виконання обов'язків президента Польщі було покладено на спікера парламенту Мацея Ратая. 31 травня новий сейм обрав Юзефа Пілсудського новим президентом, але він відмовився обійняти цю посаду.
4 червня 1926 року за пропозицією Пілсудського президентом Польщі став професор кафедри фізичної хімії і електротехніки Львівської політехніки Ігнацій Мосцицький. В країні встановився авторитарний режим, який протримався до її поділу між СРСР та Німеччиною. В історії Польщі розпочався період «правління полковників», так як оточення Пілсудського складалося здебільшого з діючих офіцерів або ветеранів Польської армії.